# Лафаєтт (округ Монро, Вісконсин)
Лафаєтт (англ. Lafayette) — місто (англ. town) в США, в окрузі Монро штату Вісконсин. Населення — 447 осіб (2020).

## Демографія
Згідно з переписом 2010 року, у місті мешкало 396 осіб у 103 домогосподарствах у складі 82 родин. Було 132 помешкання
Расовий склад населення:
| - 92,7 % — білих - 5,3 % — чорних або афроамериканців - 0,3 % — вихідців з тихоокеанських островів - 0,3 % — азіатів |

До двох чи більше рас належало 1,0 %. Частка іспаномовних становила 3,3 % від усіх жителів.
За віковим діапазоном населення розподілялося таким чином: 16,9 % — особи молодші 18 років, 73,0 % — особи у віці 18—64 років, 10,1 % — особи у віці 65 років та старші. Медіана віку мешканця становила 43,8 року. На 100 осіб жіночої статі у місті припадало 178,9 чоловіків;  на 100 жінок у віці від 18 років та старших — 201,8 чоловіків також старших 18 років.
Середній дохід на одне домашнє господарство  становив 67 007 доларів США (медіана — 62 083), а середній дохід на одну сім'ю — 80 337 доларів (медіана — 76 563). Медіана доходів становила 46 750 доларів для чоловіків та 32 250 доларів для жінок. За межею бідності перебувало 13,3 % осіб, у тому числі 20,0 % дітей у віці до 18 років та 4,2 % осіб у віці 65 років та старших.
Цивільне працевлаштоване населення становило 184 особи. Основні галузі зайнятості: освіта, охорона здоров'я та соціальна допомога — 17,4 %, мистецтво, розваги та відпочинок — 13,6 %, публічна адміністрація — 12,5 %.